# Булут, Умут
Умут Булут (тур. Umut Bulut; родился 15 марта 1983 года в Йешилхисаре, Турция) — турецкий футболист, игравший на позиции нападающего. Выступал за сборную Турции.

## Личная жизнь
13 марта 2016 года отец Булута погиб в результате теракта, совершённого в Анкаре. Помимо него, погибло ещё по меньшей мере 36 человек.

## Клубная карьера

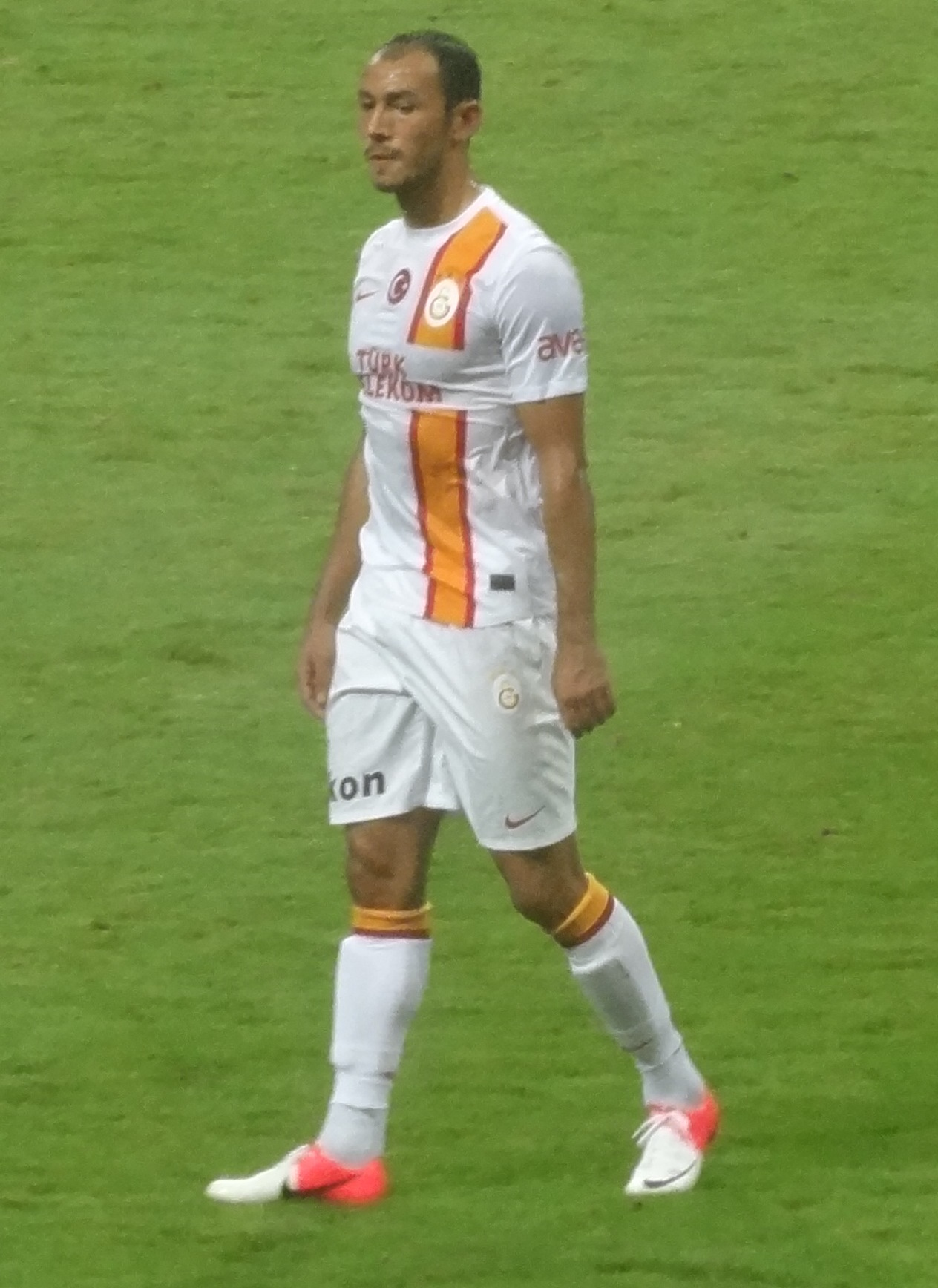
Булут в составе «Галатасарая»

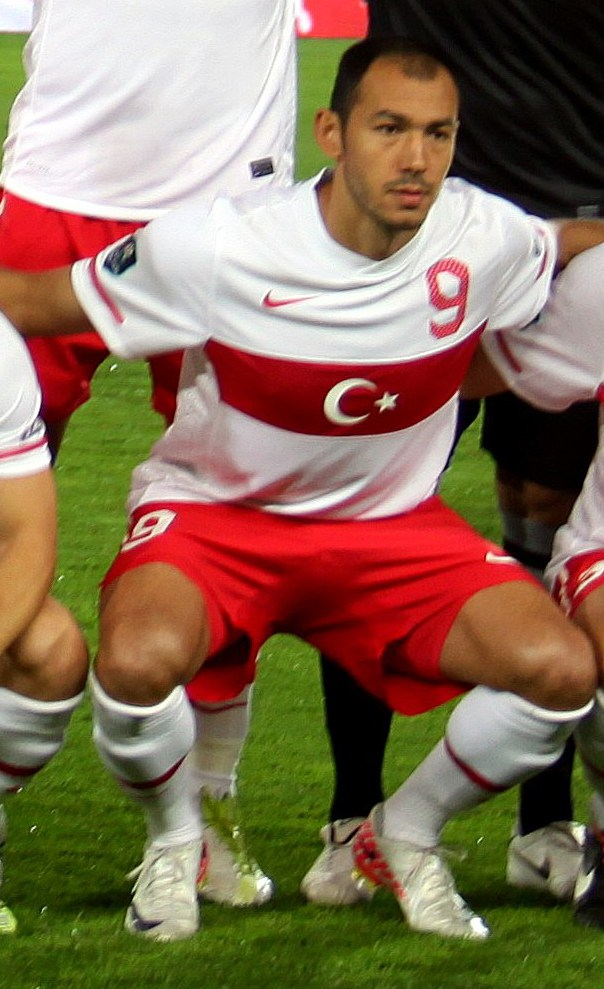
Булут в составе сборной Турции

### Ранняя карьера
Булут воспитанник клуба «Петролофиси», в котором начал карьеру в 2001 году. После окончания своего первого сезона он перешёл в «Анкарагюджю». В новой команде Умут провел сезон, но не смог выиграть конкуренцию за место в основе и был отдан в годовую аренду в «Инегёльспор». После возвращения из аренды Булут завоевал место в основе, а в сезоне 2005/2006 стал с 16 мячами одним из лучших бомбардиров турецкой Суперлиги.

### «Трабзонспор»
В июне 2006 года за 3,6 млн евро Булут перешёл в «Трабзонспор». Контракт был подписан на 4 года. Умут взял себе номер «10» легендарного нападающего Хами Мандирали. 5 августа в матче против «Кайсериспора» он дебютирует за новый клуб. 13 августа в поединке против «Манисаспора» Булут забил свой первый мяч за команду. В составе «Трабзонспора» Умут выиграл Кубок и Суперкубок Турции и забил 88 мячей в 121 матче.

### «Тулуза»
В июне 2011 года Булут перешёл во французскую «Тулузу». Сумма трансфера составила 4,8 млн евро. 6 августа в матче против «Аяччо» он дебютировал в Лиге 1. 13 августа в поединке против «Дижона» Булут забил свой первый гол за клуб. После года во Франции Умут вернулся на родину на правах аренды перейдя в «Галатасарай».

### «Галатасарай»
20 августа 2012 года в матче против «Касымпаши» он дебютировал за новую команду. В этом же матче Булут сделал «дубль». Умут помог новому клубу выиграть Суперлигу и дважды завоевать Кубок Турции. По окончании сезона «Галатасарай» выкупил у «Тулузы» права на нападающего за 2,7 млн евро.
18 сентября 2013 года в матче Лиги чемпионов против мадридского «Реала» Умут забил единственный гол хозяев.

## Международная карьера
5 июня 2007 года в матче против сборной Бразилии Булут дебютировал за сборную Турции. 2 июня 2012 года во встрече против сборной Португалии он забил свои первые голы за национальную команду. 6 сентября 2013 года во встрече отборочного цикла Чемпионат мира 2014 года против сборной Андорры Умут сделал хет-трик.

### Голы за сборную Турции
| #   | Дата             | Место                                          | Противник  | Результат | Соревнование                       |
| --- | ---------------- | ---------------------------------------------- | ---------- | --------- | ---------------------------------- |
| 01. | 2 июня 2012      | Эштадиу да Луш, Лиссабон, Португалия           | Португалия | 1:3       | Товарищеский матч                  |
| 02. | 2 июня 2012      | Эштадиу да Луш, Лиссабон, Португалия           | Португалия | 1:3       | Товарищеский матч                  |
| 03. | 11 сентября 2012 | Фенербахче Шюкрю Сараджоглу, Стамбул, Турция   | Эстония    | 3:0       | Чемпионат мира 2014 квалификация   |
| 04. | 14 августа 2013  | Олимпийский стадион (Стамбул), Стамбул, Турция | Гана       | 2:2       | Товарищеский матч                  |
| 05. | 6 сентября 2013  | Кадир Хас (стадион), Кайсери, Турция           | Андорра    | 5:0       | Чемпионат мира 2014 квалификация   |
| 06. | 6 сентября 2013  | Кадир Хас (стадион), Кайсери, Турция           | Андорра    | 5:0       | Чемпионат мира 2014 квалификация   |
| 07. | 6 сентября 2013  | Кадир Хас (стадион), Кайсери, Турция           | Андорра    | 5:0       | Чемпионат мира 2014 квалификация   |
| 08. | 11 октября 2013  | А. Ле Кок Арена, Таллин, Эстония               | Эстония    | 0:1       | Чемпионат мира 2014 квалификация   |
| 09. | 19 ноября 2013   | Тевфик Сирри Гюр, Мерсин, Турция               | Беларусь   | 2:1       | Товарищеский матч                  |
| 10. | 10 октября 2014  | Фенербахче Шюкрю Сараджоглу, Стамбул, Турция   | Чехия      | 1:2       | Чемпионат Европы 2016 квалификация |

## Достижения
«Трабзонспор»
- Обладатель Кубка Турции: 2009/10
- Обладатель Суперкубка Турции: 2010

«Галатасарай»
- Чемпион Турции (2): 2012/13, 2014/15
- Обладатель Суперкубка Турции (2): 2012, 2013, 2015
- Обладатель Кубка Турции: 2013/14